# (1298) Nocturna
(1298) Nocturna ist ein Asteroid des Hauptgürtels, der am 7. Januar 1934 von dem deutschen Astronomen Karl Wilhelm Reinmuth an der Landessternwarte Heidelberg-Königstuhl der Universität Heidelberg entdeckt wurde.
Der Name des Asteroiden bezeichnet die Nacht.